# Giuseppe Castellano
Giuseppe Castellano (Prato, 12 settembre 1893 – Porretta Terme, 31 luglio 1977) è stato un generale italiano.
Firmò, a nome dell'Italia, l'Armistizio di Cassibile del 3 settembre 1943, che sancì la cessazione delle ostilità tra l'Italia e le potenze alleate.

## Biografia

### La carriera militare
Giuseppe Castellano nacque a Prato nel 1893, da famiglia di origine siciliana. Militare di carriera, partecipò alla prima guerra mondiale come ufficiale di artiglieria con il grado di capitano, conseguendo una medaglia di bronzo al valor militare. Successivamente entrò nello stato maggiore dell'esercito.
Durante la seconda guerra mondiale prese parte alla campagna di Jugoslavia (1941-42) e, nel 1942, fu nominato generale di brigata per merito di guerra. In Jugoslavia conobbe il comandante della 2ª armata generale Vittorio Ambrosio, guadagnandone la fiducia. Quando, il 20 gennaio 1942 Vittorio Ambrosio fu nominato Capo di Stato Maggiore dell'Esercito, Castellano lo seguì a Roma come "generale addetto".  Era in quel periodo, il più giovane generale di brigata del Regio esercito.
Il 2 febbraio 1943 Ambrosio assunse l'incarico di Capo di Stato Maggiore generale, grazie anche alla collaborazione di Castellano che, successivamente, rivestì l'incarico di capo della Sezione piani e operazioni dello Stato Maggiore generale.

### La caduta del fascismo
Giuseppe Castellano, coadiuvò il suo Capo di Stato Maggiore Ambrosio e il Comandante dei servizi segreti generale Giacomo Carboni, nell'iniziativa politica sorta in ambito militare finalizzata alla destituzione di Benito Mussolini, e mirante alla sua sostituzione con un elemento di spicco dell'esercito (Pietro Badoglio o, in subordine, Caviglia). Tale azione fu autonoma rispetto a quella interna al Partito fascista, capeggiata da Dino Grandi, che si concretizzò con l'Ordine del Giorno presentato al Gran Consiglio del Fascismo e messo ai voti nella notte tra il 24 e il 25 luglio del 1943. Entrambe le iniziative contavano sull'intervento decisivo del sovrano.
Il 25 luglio, una volta approvato dal Gran Consiglio del Fascismo l'ordine del giorno Grandi, che rimetteva nelle mani del Re il Comando Supremo delle Forze Armate, Vittorio Emanuele III ruppe gli indugi e procedette alla sostituzione di Mussolini con il Maresciallo Badoglio.
L'iniziativa che condusse all'arresto dell'ex capo del Governo, nel pomeriggio del 25 luglio 1943 fu dello stesso Castellano che elaborò con il generale Carboni il piano per introdurre con l'assenso del Ministro della Real Casa Pietro d'Acquarone un'autoambulanza in Villa Savoia e ordinare a cinquanta carabinieri l'arresto di Mussolini. Ambrosio fu preventivamente informato ma non si oppose.

### L'armistizio con le forze alleate

Il generale Giuseppe Castellano firma il 3 settembre l'armistizio a Cassibile per conto di Badoglio. In piedi Walter Bedell Smith (a destra) ed il funzionario del ministero degli esteri Franco Montanari (a sinistra).

Il 7 agosto 1943, a Roma, il Consiglio della Corona, un organismo di cui facevano parte, oltre al sovrano, il Maresciallo Badoglio ed altri militari influenti quali il Capo di Stato Maggiore Ambrosio, il Capo di Stato Maggiore dell'Esercito Roatta e il comandante dei servizi segreti Giacomo Carboni, approvò, a maggioranza di due terzi, la decisione di uscire dalla guerra. Ambrosio propose Giuseppe Castellano quale rappresentante italiano per le trattative di pace con gli alleati, pur non conoscendo minimamente, quest'ultimo, nemmeno una frase d'inglese. Il generale poté avvalersi in tutte le fasi delle trattative come traduttore e assistente di Franco Montanari, all'epoca console a Lisbona.
Le istruzioni che il Capo di Stato Maggiore dette al suo braccio destro, il 12 agosto 1943, furono di esporre la situazione militare, ascoltare le intenzioni degli alleati e, soprattutto “dire che noi non possiamo sganciarci dalla Germania senza il loro aiuto”. Il generale italiano,  tuttavia, non poté attuare la missione con la speditezza che la drammaticità della situazione esigeva. Castellano, infatti, fu autorizzato a raggiungere il territorio neutrale soltanto in treno, e impiegò tre giorni per raggiungere Madrid e conferire con l'ambasciatore inglese Sir Samuel Hoare. Successivamente impiegò altri tre giorni per raggiungere Lisbona, ove, solo il 19 agosto, conferì con i rappresentanti del Comando Alleato. Ripartì in treno il giorno 23, giungendo finalmente a Roma il 27 agosto. La missione era durata quindici giorni.
Nel frattempo, per affiancare l'inviato italiano, furono mandati a Lisbona in aereo il generale Rossi ed il generale Zanussi, che si presentarono ai rappresentanti alleati appena ripartito Castellano per Roma. Questa scelta generò anche una certa confusione tra gli alleati; in particolare il generale Zanussi, già addetto militare a Berlino, non era ben visto dagli alleati peraltro confusi dall'invio di delegazioni così ravvicinate e senza coordinamento.
Il 27 agosto a Roma Castellano illustrò a Badoglio e al Ministro degli esteri Raffaele Guariglia le clausole imposte dagli anglo-americani: costoro avevano chiesto la resa senza condizioni, da attuarsi mediante la sottoscrizione di un accordo (cosiddetto “armistizio corto”) in dodici articoli; entro la data del 30 agosto doveva essere comunicata l'adesione o meno del governo italiano tramite un apparecchio radio di cui Castellano era stato dotato; in caso di risposta affermativa, le parti si sarebbero incontrate nuovamente in una località della Sicilia da definire. Dopo l'accettazione della resa incondizionata e la cessazione delle ostilità, le parti avrebbero sottoscritto un'intesa più dettagliata (cosiddetto “armistizio lungo”).
Il sovrano fu reso edotto delle clausole dell'armistizio solo due giorni dopo (29 agosto). Una prima risposta dell'Italia fu definita il 30 agosto, quando lo stesso Badoglio dette istruzioni al generale Castellano di tornare in Sicilia per esporre le tesi contenute in un memorandum redatto da Guariglia; secondo tale atto l'Italia non avrebbe potuto chiedere l'armistizio prima di ulteriori sbarchi alleati che mutassero le situazioni di forza a sfavore dei tedeschi. Il generale era inoltre munito di un appunto esplicativo del capo del Governo che precisava che gli sbarchi dovevano essere effettuati da almeno quindici divisioni tra La Spezia e Civitavecchia. Il giorno dopo, alle ore 9:00, in aereo, previa comunicazione tramite l'apparecchio radio di cui era stato munito, Castellano raggiunse di nuovo Termini Imerese e di lì fu portato nella località scelta per la firma dell'armistizio “corto”: Cassibile, presso Siracusa. Lì, da Lisbona via Algeri, era stato trasportato anche il generale Zanussi, al quale – invece - erano state consegnate le clausole dell'armistizio “lungo”. Di fronte all'esposizione del rappresentante italiano, gli alleati furono irremovibili e confermarono le loro richieste. Di conseguenza, Castellano e Zanussi furono rimandati a Roma quella sera stessa, sempre per via aerea e vi arrivarono quando il maresciallo Badoglio era già andato a dormire.

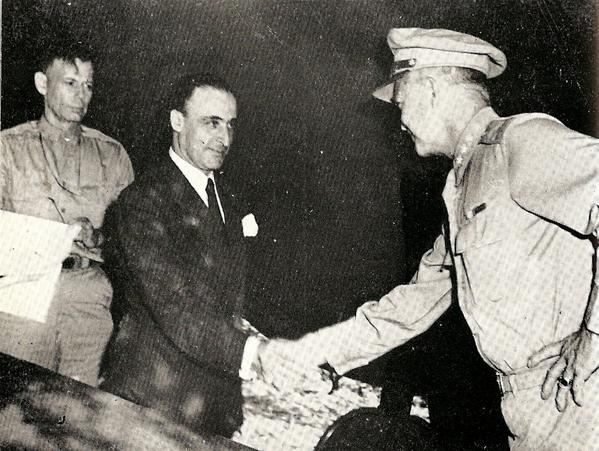
Il generale Castellano (in borghese) ed il generale Eisenhower si stringono la mano dopo la firma dell'armistizio.

Fu quindi il 1º settembre che avvenne la decisiva riunione al vertice, cui parteciparono il capo del Governo, il Ministro degli esteri Raffaele Guariglia, il Capo di Stato Maggiore Vittorio Ambrosio, il generale Castellano, il generale Mario Roatta, il generale Giacomo Carboni e il Ministro della Real Casa Pietro d'Acquarone, in rappresentanza del re, che, inspiegabilmente, era assente. L'unico al corrente delle condizioni dell'armistizio lungo era il generale Roatta, che era stato informato da Giacomo Zanussi,  e non Castellano, né il maresciallo Badoglio. Nonostante le obiezioni del generale Carboni, l'armistizio “corto” fu formalmente accettato.
Il giorno dopo, Castellano fu riaccompagnato per via aerea in Sicilia privo, però, di una delega ufficiale alla sottoscrizione dell'accordo, richiesta dagli alleati. Tale circostanza comportò al generale un nuovo viaggio aereo di andata e ritorno. 

#### La firma
Finalmente, su delega del Re,  il giorno 3 settembre 1943 alle ore 17:15, Giuseppe Castellano, sotto una tenda ombreggiata da un ulivo a Cassibile, pose la sua firma alla conclusione della guerra tra l'Italia e le potenze alleate.
Sottoscritto l'armistizio “corto”, gli alleati trattennero il generale Castellano in Sicilia;  il 5 settembre, infatti, rimandarono a Roma solamente i suoi due accompagnatori, il maggiore Marchesi e il pilota Vassallo, senza comunicare la data esatta in cui doveva essere reso noto l'armistizio medesimo. Il generale Eisenhower non comunicò a Castellano tale informazione nemmeno 24 ore prima della dichiarazione, letta su Radio Algeri l'8 settembre alle ore 18.30..
Castellano, tuttavia aveva dato a Marchesi e a Vassallo una lettera per il generale Ambrosio con indicazione da riferire a Badoglio –  rivelatasi erronea- che tale data sarebbe caduta tra i giorni 10 e 15 settembre, probabilmente il 12 (che era il suo 50° compleanno). Tale forma di sfiducia fu una delle ragioni dell'impreparazione italiana al momento dell'annuncio pubblico dell'avvenuta firma dell'armistizio. In Italia l'armistizio fu reso pubblico alle 19:45 dello stesso 8 settembre dai microfoni dell'EIAR, letto da Badoglio.

### Dopo l'armistizio
Castellano rimase con gli Alleati e inviato ad Algeri come "Capo della missione italiana" presso il comando alleato del Mediterraneo in Africa, fino a quando fu autorizzato a tornare in Italia.
Il 17 agosto 1944 fu ascoltato dall'apposita commissione d'inchiesta sulla mancata difesa di Roma.
Fu quindi posto, il 1º ottobre 1944, al comando della divisione di sicurezza interna Aosta di stanza in Sicilia, fino al giugno 1946.
Collocato a riposo nel 1947, presiedette una catena di alberghi e di terme. Nel dopoguerra ha narrato in alcuni volumi le vicende di cui è stato protagonista nel 1943.
È scomparso a Porretta Terme, nell'attuale città metropolitana di Bologna, a ottantatré anni, nel 1977.

## Opere
- Giuseppe Castellano, Come firmai l'armistizio di Cassibile, Milano, Mondadori, 1945.
- Giuseppe Castellano, 8 settembre 1943. Nel decennale, Porretta Terme, Tipografia C. Gentilini, 1953.
- Giuseppe Castellano, La guerra continua, Milano, Rizzoli, 1963.
- Giuseppe Castellano, Roma kaputt. Contributo a una discussione storica, Roma, Casini, 1967.